# 内藤忠重
内藤 忠重（ないとう ただしげ）は、江戸時代初期の大名。志摩鳥羽藩初代藩主。

## 生涯
天正14年（1586年）、内藤忠政の長男として生まれる。徳川家康に仕えて慶長5年（1600年）の関ヶ原の戦い、慶長19年（1614年）からの大坂の陣で戦功を挙げ、徳川家光の教育係にもなった。所領は常陸国内に1万5000石を与えられていたが、これらの功績を評価されて寛永10年（1633年）に志摩鳥羽2万石に加増移封された。

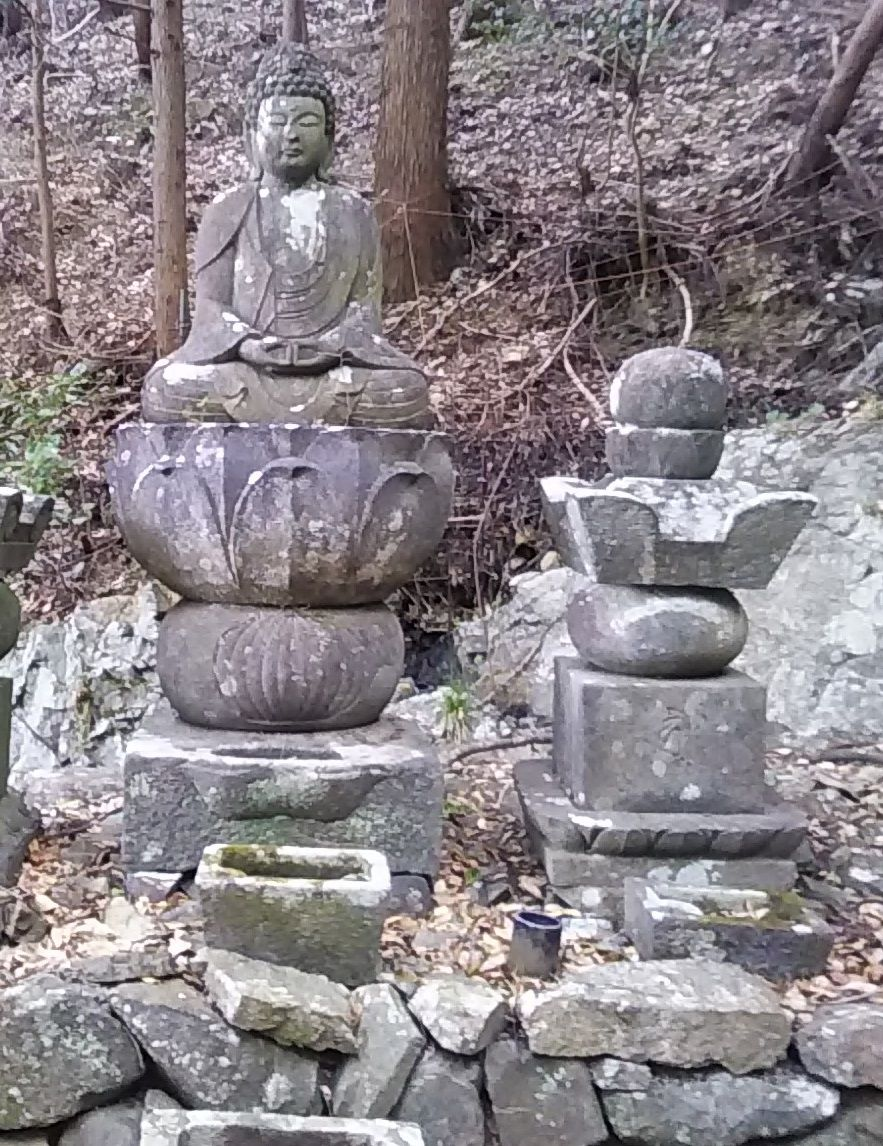
内藤忠重の墓(鳥羽市西念寺)

藩政においては鳥羽城の大改築や舟の整備などを行なったが、これが原因で深刻な財政難が起こった。承応2年（1653年）4月23日に死去、享年68。跡を長男の忠政（忠種）が継いだ。